# ケン・ジェンキンス
ケン・ジェンキンス（Ken Jenkins, 1940年8月28日 - ）は、アメリカ合衆国の俳優。オハイオ州出身。

## 出演作品
- Scrubs〜恋のお騒がせ病棟 シーズン3（ボブ・ケルソー）
- Scrubs〜恋のお騒がせ病棟 シーズン2（ボブ・ケルソー）
- Scrubs〜恋のお騒がせ病棟 シーズン1（ボブ・ケルソー）
- アイ・アム・サム（2001年 フィリップ・マクニーリー）
- ラッキー・ナンバー
- ヴァイラスＸ
- NYPD BLUE　～ニューヨーク市警15分署 シーズン4
- ラストマン・スタンディング（1996年 騎兵隊隊長 トム・ピケット）
- 戦火の勇気（1996年 ジョエル・ウォールデン）
- F.L.E.D./フレッド（1996年 ウォーデン・ニコルズ刑務所長）
- 死の渓谷
- 奇跡の時
- クラッシュダウン
- エア★アメリカ（1990年 ドナルド・ルモンド少佐）
- シークレット・サブマリン
- アビス（1989年 ジェラルド・カークヒル）
- ブルース・ウィリス/イン・カントリー (1989年)
- メイトワン-1920